# Linkin Park/Auszeichnungen für Musikverkäufe

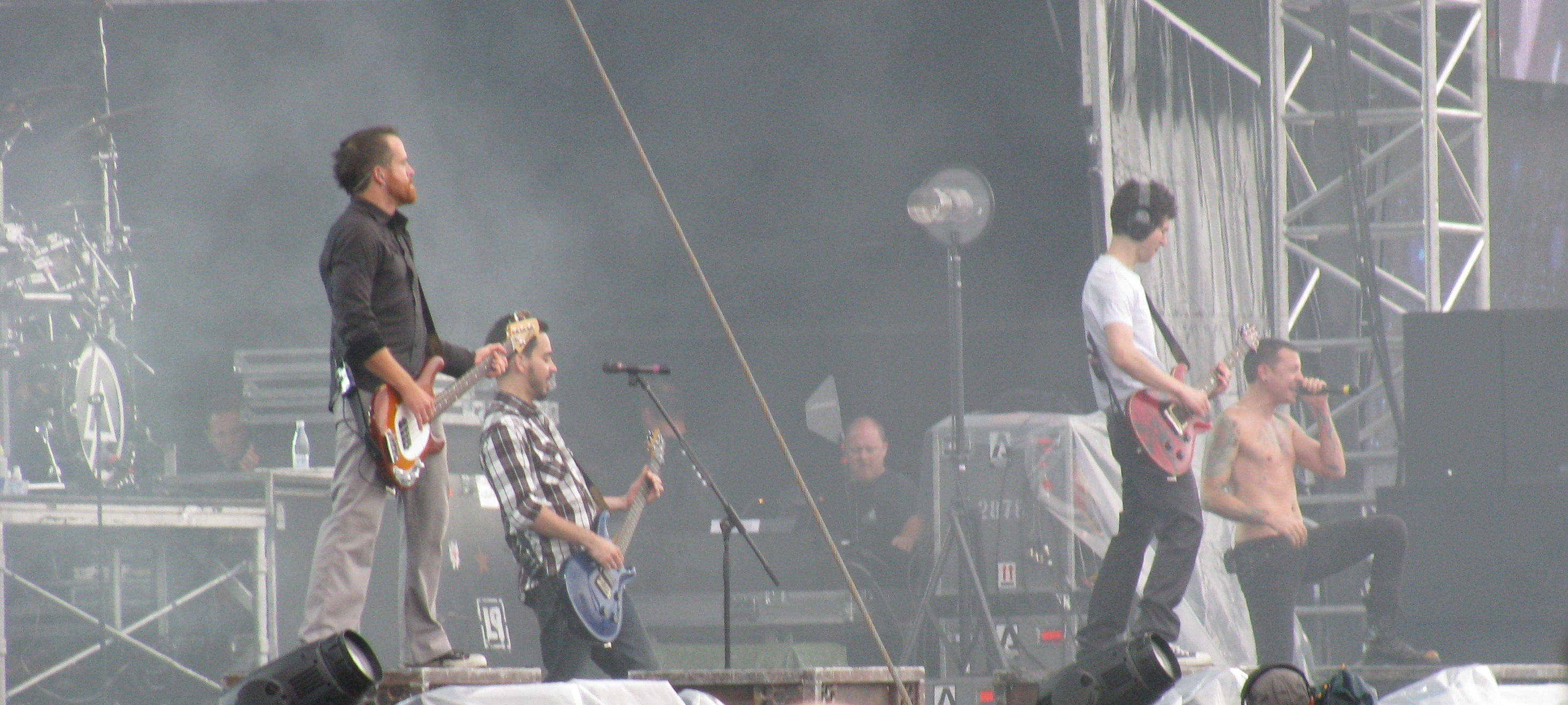
Linkin Park (2009)

Dies ist eine Übersicht über die Auszeichnungen für Musikverkäufe der US-amerikanischen Alternative-Rock-Musikgruppe Linkin Park. Die Auszeichnungen finden sich nach ihrer Art (Gold, Platin usw.), nach Staaten getrennt in chronologischer Reihenfolge, geordnet sowie nach den Tonträgern selbst, ebenfalls in chronologischer Reihenfolge, getrennt nach Medium (Alben, Singles usw.), wieder.

## Auszeichnungen
| - Kroatien - 2005: für das Album Hybrid Theory - Vereinigtes Königreich - 2012: für das Album Road to Revolution: Live at Milton Keynes - 2019: für die Single Dirt off Your Shoulder - 2020: für die Single Heavy - 2021: für die Single Castle of Glass - 2021: für die Single Points of Authority - 2021: für die Single Leave Out All the Rest - 2023: für das Lied A Place for My Head - 2024: für die Single We Made It - 2024: für die Single Given Up - 2024: für die Single Shadow of the Day - 2024: für die Single Lying from You - 2024: für das Lied Good Goodbye - 2025: für das Lied Runaway - 2025: für die Single Heavy Is the Crown - 2025: für die Single From the Inside - 2025: für das Lied With You - Argentinien - 2002: für das Album Reanimation - 2003: für das Album Meteora - Australien - 2001: für die Single One Step Closer - 2002: für das Videoalbum Frat Party at the Pankake Festival - 2003: für die Single Numb - 2003: für die Single Somewhere I Belong - 2004: für das Videoalbum Live in Texas - 2004: für das Videoalbum Reanimation - 2012: für das Album Living Things - 2017: für die Single In the End - 2017: für das Album Road to Revolution: Live at Milton Keynes - 2017: für das Album Reanimation - 2017: für die Single Heavy - 2025: für die Single Heavy Is the Crown - Belgien - 2003: für das Album Meteora - 2007: für das Album Minutes to Midnight - 2024: für die Single The Emptiness Machine - Brasilien - 2005: für das Album Reanimation - 2005: für das Album Road to Revolution: Live at Milton Keynes - 2005: für das Album Collision Course - 2005: für das Videoalbum Frat Party at the Pankake Festival - 2012: für das Album A Thousand Suns - Dänemark - 2005: für das Album Collision Course - 2011: für das Album A Thousand Suns - 2013: für das Streaming In the End - 2013: für das Streaming Numb - 2014: für das Streaming Numb/Encore - 2014: für das Streaming Burn It Down - 2017: für das Album Living Things - 2023: für das Album One More Light - 2023: für die Single Faint - 2024: für die Single Bleed It Out - 2024: für die Single Breaking the Habit - 2025: für die Single Castle of Glass - 2025: für die Single Somewhere I Belong - Deutschland - 2009: für das Album Reanimation - 2015: für das Album Recharged - 2015: für die Single Shadow of the Day - 2017: für die Single Heavy - 2017: für das Album One More Light - 2024: für die Single One More Light - 2024: für die Single Leave Out All the Rest - 2024: für die Single Papercut - Finnland - 2003: für das Album Meteora - 2007: für das Album Minutes to Midnight - 2010: für das Album A Thousand Suns - 2012: für das Album Living Things - Frankreich - 2003: für das Album Live in Texas - 2004: für das Album Collision Course - 2007: für das Album Minutes to Midnight - 2010: für das Album A Thousand Suns - 2020: für das Album One More Light - 2024: für die Single One More Light - 2024: für die Single Lost - 2024: für das Album Papercuts (Singles Collection 2000–2023) - 2025: für die Single Heavy Is the Crown - GCC - 2010: für das Album A Thousand Suns - Griechenland - 2007: für das Album Minutes to Midnight - Irland - 2010: für das Album A Thousand Suns - Italien - 2013: für das Album Road to Revolution: Live at Milton Keynes - 2017: für die Single Heavy - 2018: für das Album The Hunting Party - 2018: für die Single One More Light - 2019: für die Single Somewhere I Belong - 2019: für die Single Bleed It Out - 2021: für die Single One Step Closer - 2021: für die Single Faint - 2021: für die Single New Divide - 2023: für die Single Papercut - 2024: für die Single Breaking the Habit - 2024: für die Single The Emptiness Machine - 2025: für das Album From Zero - Japan - 2004: für das Album Collision Course - 2007: für die Single Numb/Encore (Mobile Downloads) - 2010: für die Single What I’ve Done (Mobile Downloads) - 2010: für das Album A Thousand Suns - 2012: für das Album Living Things - 2014: für die Single Numb (Digital) - Kanada - 2006: für die Single Numb/Encore - 2014: für das Album The Hunting Party - 2024: für die Single Heavy Is the Crown - 2025: für das Album From Zero - Neuseeland - 2004: für das Album Live in Texas - 2008: für das Album Road to Revolution: Live at Milton Keynes - 2011: für die Single Shadow of the Day - 2019: für das Album One More Light - 2021: für die Single One More Light - 2022: für die Single Leave Out All the Rest - 2023: für das Lied A Place for My Head - 2023: für die Single Given Up - 2023: für die Single Points of Authority - 2024: für die Single Castle of Glass - 2024: für die Single From the Inside - 2024: für die Single Lying from You - Österreich - 2002: für die DVD-Single Crawling - 2004: für das Album Live in Texas - 2005: für das Album Collision Course - 2005: für die Single Numb/Encore - 2007: für das Album Reanimation - 2010: für das Album A Thousand Suns - 2013: für die Single Burn It Down - 2013: für die Single Castle of Glass - 2014: für das Album The Hunting Party - 2019: für das Album One More Light - 2025: für die Single Heavy Is the Crown - Polen - 2007: für das Album Minutes to Midnight - 2012: für das Album Living Things - 2014: für das Album The Hunting Party - 2023: für das Album One More Light - 2024: für die Single The Emptiness Machine - 2024: für die Single Heavy Is the Crown - Portugal - 2003: für das Album Meteora - 2004: für das Album Live in Texas - 2005: für das Album Collision Course - 2022: für die Single Heavy - 2024: für das Album Hybrid Theory - 2024: für die Single Heavy Is the Crown - 2025: für das Album From Zero - Russland - 2003: für das Album Meteora - 2007: für das Album Minutes to Midnight - 2012: für das Album Living Things - Schweden - 2001: für die Single In the End - 2003: für das Album Meteora - 2007: für das Album Minutes to Midnight - 2008: für die Single Numb/Encore - 2008: für die Single What I’ve Done - Schweiz - 2003: für das Album Reanimation - 2009: für das Album Road to Revolution: Live at Milton Keynes - 2010: für das Album A Thousand Suns - 2014: für die Single In the End - 2014: für die Single Numb - 2014: für die Single Shadow of the Day - 2014: für das Album The Hunting Party - 2017: für die Single Heavy - 2025: für das Album From Zero - 2025: für die Single Heavy Is the Crown - Spanien - 2004: für das Album Live in Texas - 2006: für das Album Reanimation - 2007: für das Album Minutes to Midnight - 2024: für die Single Faint - 2024: für die Single Numb/Encore - 2024: für die Single What I’ve Done - 2024: für die Single One Step Closer - 2024: für die Single Crawling - 2024: für die Single Bleed It Out - 2024: für die Single Somewhere I Belong - 2024: für die Single The Emptiness Machine - 2025: für die Single Papercut - 2025: für das Album From Zero - Ungarn - 2003: für das Album Meteora - 2007: für das Album Minutes to Midnight - 2017: für das Album One More Light - Vereinigte Staaten - 2011: für die Single The Catalyst - 2017: für die Single Breaking the Habit - 2017: für die Single Iridescent - 2017: für die Single Crawling - 2017: für die Single Papercut - 2019: für das Album One More Light - 2022: für die Single Lost in the Echo - Vereinigtes Königreich - 2003: für das Album Live in Texas - 2012: für das Album Living Things - 2013: für das Videoalbum Frat Party at the Pankake Festival - 2018: für das Album One More Light - 2020: für das Album The Hunting Party - 2024: für die Single One More Light - 2024: für die Single Breaking the Habit - 2025: für die Single Burn It Down - 2025: für das Album From Zero - 2025: für die Single The Emptiness Machine | - Argentinien - 2001: für das Album Hybrid Theory - 2003: für das Videoalbum Live in Texas - Australien - 2004: für das Album Collision Course - 2005: für die Single Numb/Encore - 2009: für die Single New Divide - 2011: für das Album A Thousand Suns - 2025: für die Single The Emptiness Machine - Brasilien - 2003: für das Album Hybrid Theory - 2003: für das Album Meteora - 2008: für das Album Live in Texas - Dänemark - 2020: für die Single Numb/Encore - 2024: für die Single What I’ve Done - 2025: für die Single One Step Closer - Deutschland - 2005: für das Album Collision Course - 2012: für die Single Burn It Down - 2013: für das Album Road to Revolution: Live at Milton Keynes - 2014: für die Single Castle of Glass - 2015: für das Album The Hunting Party - 2023: für die Single Breaking the Habit - 2025: für die Single The Emptiness Machine - 2025: für das Album From Zero - Europa - 2008: für das Album Live in Texas - Finnland - 2001: für das Album Hybrid Theory - Frankreich - 2006: für das Album Hybrid Theory - 2013: für das Album Living Things - 2025: für das Album From Zero - 2025: für die Single The Emptiness Machine - Griechenland - 2005: für das Album Meteora - Italien - 2012: für die Single Burn It Down - 2013: für die Single Castle of Glass - 2017: für die Single What I’ve Done - 2018: für die Single Numb/Encore - 2018: für das Album One More Light - 2020: für das Album Living Things - 2020: für das Album Minutes to Midnight - 2021: für das Album A Thousand Suns - 2024: für die Single Crawling - 2025: für das Album Papercuts (Singles Collection 2000–2023) - Japan - 2002: für das Album Hybrid Theory - 2003: für das Album Meteora - 2007: für das Album Minutes to Midnight - 2014: für die Single New Divide (Digital) - Kanada - 2003: für das Album Live in Texas - 2011: für das Album A Thousand Suns - Mexiko - 2000: für das Album Hybrid Theory - Neuseeland - 2002: für das Album Reanimation - 2010: für die Single New Divide - 2021: für das Album Living Things - 2022: für die Single Crawling - 2022: für die Single Heavy - 2023: für das Album A Thousand Suns - 2023: für die Single Papercut - 2023: für die Single Faint - 2023: für die Single Somewhere I Belong - 2024: für das Album Papercuts (Singles Collection 2000–2023) - 2024: für die Single Breaking the Habit - 2024: für die Single Burn It Down - Niederlande - 2003: für das Album Hybrid Theory - Österreich - 2001: für das Album Hybrid Theory - 2003: für das Album Meteora - 2016: für das Album Living Things - 2025: für das Album From Zero - Polen - 2002: für das Album Hybrid Theory - 2004: für das Album Meteora - 2010: für das Album A Thousand Suns - 2023: für die Single One More Light - Portugal - 2008: für das Album Minutes to Midnight - 2009: für das Album Road to Revolution: Live at Milton Keynes - 2010: für das Album A Thousand Suns - Russland - 2010: für das Album A Thousand Suns - Schweden - 2001: für das Album Hybrid Theory - Schweiz - 2001: für das Album Hybrid Theory - 2003: für das Album Meteora - 2005: für das Album Collision Course - 2013: für die Single Burn It Down - 2014: für das Album Living Things - 2014: für die Single What I’ve Done - 2015: für die Single Castle of Glass - 2025: für die Single The Emptiness Machine - Singapur - 2010: für das Album A Thousand Suns - 2021: für das Album Hybrid Theory - 2021: für das Album Meteora - Spanien - 2002: für das Album Hybrid Theory - 2003: für das Album Meteora - Ungarn - 2002: für das Album Hybrid Theory - 2014: für das Album The Hunting Party - Vereinigte Staaten - 2002: für das Videoalbum Frat Party at the Pankake Festival - 2002: für das Album Reanimation - 2007: für das Album Live in Texas - 2017: für die Single One Step Closer - 2017: für die Single Leave Out All the Rest - 2017: für die Single Waiting for the End - 2017: für das Album A Thousand Suns - 2017: für das Album Living Things - 2017: für die Single Faint - 2017: für das Album The Hunting Party - 2022: für die Single Given Up - 2022: für die Single Heavy - 2022: für die Single One More Light - 2022: für die Single Castle of Glass - Vereinigtes Königreich - 2008: für das Album Collision Course - 2020: für das Album Reanimation - 2021: für das Album A Thousand Suns - 2023: für die Single Crawling - 2023: für die Single One Step Closer - 2024: für die Single Faint - 2024: für die Single Bleed It Out - 2024: für die Single Papercut - 2025: für die Single New Divide - 2025: für das Album Papercuts (Singles Collection 2000–2023) - 2025: für die Single Somewhere I Belong - Deutschland - 2008: für das Album Live in Texas - 2013: für das Album A Thousand Suns - 2023: für die Single New Divide - Mexiko - 2003: für das Album Meteora | - Belgien - 2008: für das Album Hybrid Theory - Dänemark - 2017: für das Album Minutes to Midnight - 2024: für die Single In the End - 2024: für die Single Numb - Deutschland - 2015: für die Single Numb/Encore - 2023: für die Single What I’ve Done - Europa - 2010: für das Album Minutes to Midnight - Frankreich - 2003: für das Album Meteora - Irland - 2005: für das Album Collision Course - Italien - 2021: für das Album Hybrid Theory - 2024: für das Album Meteora - Kanada - 2005: für das Album Collision Course - 2025: für die Single The Emptiness Machine - Neuseeland - 2023: für das Album Collision Course - 2023: für die Single What I’ve Done - 2024: für die Single Bleed It Out - 2024: für die Single One Step Closer - Österreich - 2008: für das Album Minutes to Midnight - 2025: für die Single The Emptiness Machine - Portugal - 2024: für die Single Faint - 2024: für die Single One Step Closer - 2025: für die Single The Emptiness Machine - Schweiz - 2009: für das Album Minutes to Midnight - Spanien - 2023: für die Single In the End - 2024: für die Single Numb - Vereinigte Staaten - 2017: für die Single Shadow of the Day - 2017: für das Album Collision Course - Vereinigtes Königreich - 2017: für das Album Minutes to Midnight - 2024: für die Single What I’ve Done - Deutschland - 2024: für das Album Living Things - Australien - 2015: für das Album Minutes to Midnight - Deutschland - 2019: für das Album Hybrid Theory - 2025: für die Single In the End - Europa - 2012: für das Album Meteora - Italien - 2024: für die Single Numb - Neuseeland - 2023: für die Single Numb/Encore - Singapur - 2020: für das Album Minutes to Midnight - Vereinigte Staaten - 2017: für die Single New Divide - 2017: für die Single Numb/Encore - 2022: für die Single Burn It Down - Vereinigtes Königreich - 2021: für das Album Meteora - 2023: für die Single Numb/Encore - 2024: für die Single Numb - Deutschland - 2019: für das Album Minutes to Midnight - 2023: für die Single Numb - Australien - 2005: für das Album Meteora - Europa - 2009: für das Album Hybrid Theory - Italien - 2024: für die Single In the End - Kanada - 2004: für das Album Meteora - Neuseeland - 2023: für das Album Minutes to Midnight - Vereinigte Staaten - 2017: für die Single Numb - 2022: für die Single Bleed It Out - Vereinigtes Königreich - 2025: für die Single In the End - Australien - 2006: für das Album Hybrid Theory - Dänemark - 2024: für das Album Hybrid Theory - 2025: für das Album Meteora - Deutschland - 2024: für das Album Meteora - Kanada - 2002: für das Album Hybrid Theory - Neuseeland - 2017: für das Album Meteora - 2025: für die Single In the End - 2025: für die Single Numb - Vereinigte Staaten - 2022: für das Album Minutes to Midnight - Portugal - 2025: für die Single Numb - Vereinigte Staaten - 2022: für die Single What I’ve Done - Vereinigtes Königreich - 2021: für das Album Hybrid Theory - Neuseeland - 2017: für das Album Hybrid Theory - Portugal - 2025: für die Single In the End - Vereinigte Staaten - 2024: für das Album Meteora - Vereinigte Staaten - 2020: für das Album Hybrid Theory - Vereinigte Staaten - 2024: für die Single In the End |

## Auszeichnungen nach Alben

### Hybrid Theory
| Land/Region                  | Auszeichnungen für Musikverkäufe (Land/Region, Auszeichnung, Verkäufe) | Verkäufe    |
| ---------------------------- | ---------------------------------------------------------------------- | ----------- |
| Argentinien (CAPIF)          | Platin                                                                 | 60.000      |
| Australien (ARIA)            | 5× Platin                                                              | 350.000     |
| Belgien (BRMA)               | 2× Platin                                                              | (100.000)   |
| Brasilien (PMB)              | Platin                                                                 | 250.000     |
| Dänemark (IFPI)              | 5× Platin                                                              | (100.000)   |
| Deutschland (BVMI)           | 3× Platin                                                              | (900.000)   |
| Europa (IFPI)                | 4× Platin                                                              | 4.000.000   |
| Finnland (IFPI)              | Platin                                                                 | (62.629)    |
| Frankreich (SNEP)            | Platin                                                                 | (200.000)   |
| Italien (FIMI)               | 2× Platin                                                              | (100.000)   |
| Japan (RIAJ)                 | Platin                                                                 | 200.000     |
| Kanada (MC)                  | 5× Platin                                                              | 500.000     |
| Kroatien (HDU)               | Silber                                                                 | 3.000       |
| Malaysia (RIM)               | —                                                                      | 300.000     |
| Mexiko (AMPROFON)            | Platin                                                                 | 150.000     |
| Neuseeland (RMNZ)            | 7× Platin                                                              | 105.000     |
| Niederlande (NVPI)           | Platin                                                                 | (80.000)    |
| Österreich (IFPI)            | Platin                                                                 | (50.000)    |
| Polen (ZPAV)                 | Platin                                                                 | (70.000)    |
| Portugal (AFP)               | Gold                                                                   | (70.000)    |
| Schweden (IFPI)              | Platin                                                                 | (80.000)    |
| Schweiz (IFPI)               | Platin                                                                 | (50.000)    |
| Singapur (RIAS)              | Platin                                                                 | 10.000      |
| Spanien (Promusicae)         | Platin                                                                 | (100.000)   |
| Ungarn (MAHASZ)              | Platin                                                                 | (20.000)    |
| Vereinigte Staaten (RIAA)    | 12× Platin                                                             | 13.580.000  |
| Vereinigtes Königreich (BPI) | 6× Platin                                                              | (1.800.000) |
| Insgesamt                    | 1× Silber · 1× Gold · 56× Platin · 1× Diamant ·                        | 19.708.000  |

### Reanimation
| Land/Region                  | Auszeichnungen für Musikverkäufe (Land/Region, Auszeichnung, Verkäufe) | Verkäufe  |
| ---------------------------- | ---------------------------------------------------------------------- | --------- |
| Argentinien (CAPIF)          | Gold                                                                   | 20.000    |
| Australien (ARIA)            | Gold                                                                   | 35.000    |
| Brasilien (PMB)              | Gold                                                                   | 50.000    |
| Deutschland (BVMI)           | Gold                                                                   | 150.000   |
| Neuseeland (RMNZ)            | Platin                                                                 | 15.000    |
| Österreich (IFPI)            | Gold                                                                   | 15.000    |
| Schweiz (IFPI)               | Gold                                                                   | 20.000    |
| Spanien (Promusicae)         | Gold                                                                   | 50.000    |
| Vereinigte Staaten (RIAA)    | Platin                                                                 | 1.900.000 |
| Vereinigtes Königreich (BPI) | Platin                                                                 | 300.000   |
| Insgesamt                    | 7× Gold · 3× Platin ·                                                  | 2.575.000 |

### Meteora
| Land/Region                  | Auszeichnungen für Musikverkäufe (Land/Region, Auszeichnung, Verkäufe) | Verkäufe    |
| ---------------------------- | ---------------------------------------------------------------------- | ----------- |
| Argentinien (CAPIF)          | Gold                                                                   | 20.000      |
| Australien (ARIA)            | 4× Platin                                                              | 280.000     |
| Belgien (BRMA)               | Gold                                                                   | (25.000)    |
| Brasilien (PMB)              | Platin                                                                 | 125.000     |
| Dänemark (IFPI)              | 5× Platin                                                              | (100.000)   |
| Deutschland (BVMI)           | 5× Platin                                                              | (1.000.000) |
| Europa (IFPI)                | 3× Platin                                                              | 3.000.000   |
| Finnland (IFPI)              | Gold                                                                   | (15.938)    |
| Frankreich (SNEP)            | 2× Platin                                                              | (400.000)   |
| Griechenland (IFPI)          | Platin                                                                 | (20.000)    |
| Italien (FIMI)               | 2× Platin                                                              | (100.000)   |
| Japan (RIAJ)                 | Platin                                                                 | 200.000     |
| Kanada (MC)                  | 4× Platin                                                              | 400.000     |
| Mexiko (AMPROFON)            | 3× Gold                                                                | 225.000     |
| Neuseeland (RMNZ)            | 5× Platin                                                              | 75.000      |
| Österreich (IFPI)            | Platin                                                                 | (30.000)    |
| Polen (ZPAV)                 | Platin                                                                 | (40.000)    |
| Portugal (AFP)               | Gold                                                                   | (20.000)    |
| Russland (NFPF)              | Gold                                                                   | (10.000)    |
| Schweden (IFPI)              | Gold                                                                   | (20.000)    |
| Schweiz (IFPI)               | Platin                                                                 | (40.000)    |
| Singapur (RIAS)              | Platin                                                                 | 10.000      |
| Spanien (Promusicae)         | Platin                                                                 | (100.000)   |
| Südkorea (KMCA)              | —                                                                      | 16.150      |
| Tschechien (IFPI)            | —                                                                      | (15.000)    |
| Ungarn (MAHASZ)              | Gold                                                                   | (10.000)    |
| Vereinigte Staaten (RIAA)    | 8× Platin                                                              | 8.550.000   |
| Vereinigtes Königreich (BPI) | 3× Platin                                                              | (900.000)   |
| Insgesamt                    | 8× Gold · 50× Platin ·                                                 | 12.841.150  |

### Live in Texas
| Land/Region                  | Auszeichnungen für Musikverkäufe (Land/Region, Auszeichnung, Verkäufe) | Verkäufe  |
| ---------------------------- | ---------------------------------------------------------------------- | --------- |
| Brasilien (PMB)              | Platin                                                                 | 125.000   |
| Deutschland (BVMI)           | 3× Gold                                                                | (300.000) |
| Europa (IFPI)                | Platin                                                                 | 1.000.000 |
| Frankreich (SNEP)            | Gold                                                                   | (100.000) |
| Kanada (MC)                  | Platin                                                                 | 100.000   |
| Neuseeland (RMNZ)            | Gold                                                                   | 7.500     |
| Österreich (IFPI)            | Gold                                                                   | (15.000)  |
| Portugal (AFP)               | Gold                                                                   | (20.000)  |
| Schweiz (IFPI)               | Gold                                                                   | (20.000)  |
| Spanien (Promusicae)         | Gold                                                                   | (50.000)  |
| Vereinigte Staaten (RIAA)    | Platin                                                                 | 1.100.000 |
| Vereinigtes Königreich (BPI) | Gold                                                                   | (100.000) |
| Insgesamt                    | 7× Gold · 5× Platin ·                                                  | 2.333.500 |

### Collision Course
| Land/Region                  | Auszeichnungen für Musikverkäufe (Land/Region, Auszeichnung, Verkäufe) | Verkäufe  |
| ---------------------------- | ---------------------------------------------------------------------- | --------- |
| Australien (ARIA)            | Platin                                                                 | 70.000    |
| Brasilien (PMB)              | Gold                                                                   | 50.000    |
| Dänemark (IFPI)              | Gold                                                                   | 20.000    |
| Deutschland (BVMI)           | Platin                                                                 | 200.000   |
| Frankreich (SNEP)            | Gold                                                                   | 100.000   |
| Irland (IRMA)                | 2× Platin                                                              | 30.000    |
| Japan (RIAJ)                 | Gold                                                                   | 100.000   |
| Kanada (MC)                  | 2× Platin                                                              | 200.000   |
| Neuseeland (RMNZ)            | 2× Platin                                                              | 30.000    |
| Österreich (IFPI)            | Gold                                                                   | 15.000    |
| Portugal (AFP)               | Gold                                                                   | 20.000    |
| Schweiz (IFPI)               | Platin                                                                 | 40.000    |
| Vereinigte Staaten (RIAA)    | 2× Platin                                                              | 2.000.000 |
| Vereinigtes Königreich (BPI) | Platin                                                                 | 300.000   |
| Insgesamt                    | 6× Gold · 12× Platin ·                                                 | 3.175.000 |

### Minutes to Midnight
| Land/Region                  | Auszeichnungen für Musikverkäufe (Land/Region, Auszeichnung, Verkäufe) | Verkäufe  |
| ---------------------------- | ---------------------------------------------------------------------- | --------- |
| Australien (ARIA)            | 3× Platin                                                              | 210.000   |
| Belgien (BRMA)               | Gold                                                                   | (15.000)  |
| Dänemark (IFPI)              | 2× Platin                                                              | (40.000)  |
| Deutschland (BVMI)           | 7× Gold                                                                | (700.000) |
| Europa (IFPI)                | 2× Platin                                                              | 2.000.000 |
| Finnland (IFPI)              | Gold                                                                   | (15.893)  |
| Frankreich (SNEP)            | Gold                                                                   | (75.000)  |
| Griechenland (IFPI)          | Gold                                                                   | (7.500)   |
| Italien (FIMI)               | Platin                                                                 | (50.000)  |
| Japan (RIAJ)                 | Platin                                                                 | 250.000   |
| Kanada (MC)                  | —                                                                      | 195.000   |
| Neuseeland (RMNZ)            | 4× Platin                                                              | 60.000    |
| Österreich (IFPI)            | 2× Platin                                                              | (40.000)  |
| Polen (ZPAV)                 | Gold                                                                   | (10.000)  |
| Portugal (AFP)               | Platin                                                                 | (20.000)  |
| Russland (NFPF)              | Gold                                                                   | (10.000)  |
| Schweden (IFPI)              | Gold                                                                   | (20.000)  |
| Schweiz (IFPI)               | 2× Platin                                                              | (60.000)  |
| Singapur (RIAS)              | 3× Platin                                                              | 30.000    |
| Spanien (Promusicae)         | Gold                                                                   | (40.000)  |
| Ungarn (MAHASZ)              | Gold                                                                   | (3.000)   |
| Vereinigte Staaten (RIAA)    | 5× Platin                                                              | 5.000.000 |
| Vereinigtes Königreich (BPI) | 2× Platin                                                              | (600.000) |
| Insgesamt                    | 10× Gold · 31× Platin ·                                                | 8.195.000 |

### Road to Revolution: Live at Milton Keynes
| Land/Region                  | Auszeichnungen für Musikverkäufe (Land/Region, Auszeichnung, Verkäufe) | Verkäufe |
| ---------------------------- | ---------------------------------------------------------------------- | -------- |
| Australien (ARIA)            | Gold                                                                   | 35.000   |
| Brasilien (PMB)              | Gold                                                                   | 50.000   |
| Deutschland (BVMI)           | Platin                                                                 | 200.000  |
| Italien (FIMI)               | Gold                                                                   | 30.000   |
| Neuseeland (RMNZ)            | Gold                                                                   | 7.500    |
| Portugal (AFP)               | Platin                                                                 | 20.000   |
| Schweiz (IFPI)               | Gold                                                                   | 15.000   |
| Vereinigte Staaten (RIAA)    | —                                                                      | 230.000  |
| Vereinigtes Königreich (BPI) | Silber                                                                 | 60.000   |
| Insgesamt                    | 1× Silber · 5× Gold · 2× Platin ·                                      | 647.500  |

### A Thousand Suns
| Land/Region                  | Auszeichnungen für Musikverkäufe (Land/Region, Auszeichnung, Verkäufe) | Verkäufe  |
| ---------------------------- | ---------------------------------------------------------------------- | --------- |
| Australien (ARIA)            | Platin                                                                 | 70.000    |
| Brasilien (PMB)              | Gold                                                                   | 20.000    |
| Dänemark (IFPI)              | Gold                                                                   | 15.000    |
| Deutschland (BVMI)           | 3× Gold                                                                | 300.000   |
| Finnland (IFPI)              | Gold                                                                   | 13.977    |
| Frankreich (SNEP)            | Gold                                                                   | 50.000    |
| Golf-Kooperationsrat (IFPI)  | Gold                                                                   | 3.000     |
| Irland (IRMA)                | Gold                                                                   | 7.500     |
| Italien (FIMI)               | Platin                                                                 | 50.000    |
| Japan (RIAJ)                 | Gold                                                                   | 100.000   |
| Kanada (MC)                  | Platin                                                                 | 80.000    |
| Neuseeland (RMNZ)            | Platin                                                                 | 15.000    |
| Österreich (IFPI)            | Gold                                                                   | 10.000    |
| Polen (ZPAV)                 | Platin                                                                 | 20.000    |
| Portugal (AFP)               | Platin                                                                 | 20.000    |
| Russland (NFPF)              | Platin                                                                 | 20.000    |
| Schweiz (IFPI)               | Gold                                                                   | 15.000    |
| Singapur (RIAS)              | Platin                                                                 | 10.000    |
| Vereinigte Staaten (RIAA)    | Platin                                                                 | 1.000.000 |
| Vereinigtes Königreich (BPI) | Platin                                                                 | 300.000   |
| Insgesamt                    | 10× Gold · 11× Platin ·                                                | 2.119.477 |

### Living Things
| Land/Region                  | Auszeichnungen für Musikverkäufe (Land/Region, Auszeichnung, Verkäufe) | Verkäufe  |
| ---------------------------- | ---------------------------------------------------------------------- | --------- |
| Australien (ARIA)            | Gold                                                                   | 35.000    |
| Dänemark (IFPI)              | Gold                                                                   | 10.000    |
| Deutschland (BVMI)           | 5× Gold                                                                | 500.000   |
| Finnland (IFPI)              | Gold                                                                   | 12.032    |
| Frankreich (SNEP)            | Platin                                                                 | 100.000   |
| Italien (FIMI)               | Platin                                                                 | 50.000    |
| Japan (RIAJ)                 | Gold                                                                   | 100.000   |
| Neuseeland (RMNZ)            | Platin                                                                 | 15.000    |
| Österreich (IFPI)            | Platin                                                                 | 20.000    |
| Polen (ZPAV)                 | Gold                                                                   | 10.000    |
| Russland (NFPF)              | Gold                                                                   | 5.000     |
| Schweiz (IFPI)               | Platin                                                                 | 30.000    |
| Vereinigte Staaten (RIAA)    | Platin                                                                 | 1.000.000 |
| Vereinigtes Königreich (BPI) | Gold                                                                   | 100.000   |
| Insgesamt                    | 8× Gold · 8× Platin ·                                                  | 1.987.032 |

### Recharged
| Land/Region               | Auszeichnungen für Musikverkäufe (Land/Region, Auszeichnung, Verkäufe) | Verkäufe |
| ------------------------- | ---------------------------------------------------------------------- | -------- |
| Deutschland (BVMI)        | Gold                                                                   | 100.000  |
| Vereinigte Staaten (RIAA) | —                                                                      | 111.000  |
| Insgesamt                 | 1× Gold ·                                                              | 211.000  |

### The Hunting Party
| Land/Region                  | Auszeichnungen für Musikverkäufe (Land/Region, Auszeichnung, Verkäufe) | Verkäufe  |
| ---------------------------- | ---------------------------------------------------------------------- | --------- |
| Deutschland (BVMI)           | Platin                                                                 | 200.000   |
| Italien (FIMI)               | Gold                                                                   | 25.000    |
| Kanada (MC)                  | Gold                                                                   | 40.000    |
| Österreich (IFPI)            | Gold                                                                   | 7.500     |
| Polen (ZPAV)                 | Gold                                                                   | 10.000    |
| Schweiz (IFPI)               | Gold                                                                   | 10.000    |
| Ungarn (MAHASZ)              | Platin                                                                 | 6.000     |
| Vereinigte Staaten (RIAA)    | Platin                                                                 | 1.000.000 |
| Vereinigtes Königreich (BPI) | Gold                                                                   | 100.000   |
| Insgesamt                    | 6× Gold · 3× Platin ·                                                  | 1.398.500 |

### One More Light
| Land/Region                  | Auszeichnungen für Musikverkäufe (Land/Region, Auszeichnung, Verkäufe) | Verkäufe  |
| ---------------------------- | ---------------------------------------------------------------------- | --------- |
| Dänemark (IFPI)              | Gold                                                                   | 10.000    |
| Deutschland (BVMI)           | Gold                                                                   | 100.000   |
| Frankreich (SNEP)            | Gold                                                                   | 50.000    |
| Italien (FIMI)               | Platin                                                                 | 50.000    |
| Neuseeland (RMNZ)            | Gold                                                                   | 7.500     |
| Österreich (IFPI)            | Gold                                                                   | 7.500     |
| Polen (ZPAV)                 | Gold                                                                   | 10.000    |
| Ungarn (MAHASZ)              | Gold                                                                   | 1.000     |
| Vereinigte Staaten (RIAA)    | Gold                                                                   | 1.000.000 |
| Vereinigtes Königreich (BPI) | Gold                                                                   | 100.000   |
| Insgesamt                    | 9× Gold · 1× Platin ·                                                  | 1.336.000 |

### Papercuts (Singles Collection 2000–2023)
| Land/Region                  | Auszeichnungen für Musikverkäufe (Land/Region, Auszeichnung, Verkäufe) | Verkäufe |
| ---------------------------- | ---------------------------------------------------------------------- | -------- |
| Frankreich (SNEP)            | Gold                                                                   | 50.000   |
| Italien (FIMI)               | Platin                                                                 | 50.000   |
| Neuseeland (RMNZ)            | Platin                                                                 | 15.000   |
| Vereinigtes Königreich (BPI) | Platin                                                                 | 300.000  |
| Insgesamt                    | 1× Gold · 3× Platin ·                                                  | 415.000  |

### From Zero
| Land/Region                  | Auszeichnungen für Musikverkäufe (Land/Region, Auszeichnung, Verkäufe) | Verkäufe |
| ---------------------------- | ---------------------------------------------------------------------- | -------- |
| Deutschland (BVMI)           | Platin                                                                 | 150.000  |
| Frankreich (SNEP)            | Platin                                                                 | 100.000  |
| Italien (FIMI)               | Gold                                                                   | 25.000   |
| Kanada (MC)                  | Gold                                                                   | 40.000   |
| Österreich (IFPI)            | Platin                                                                 | 15.000   |
| Portugal (AFP)               | Gold                                                                   | 3.500    |
| Schweiz (IFPI)               | Gold                                                                   | 10.000   |
| Spanien (Promusicae)         | Gold                                                                   | 20.000   |
| Vereinigtes Königreich (BPI) | Gold                                                                   | 100.000  |
| Insgesamt                    | 6× Gold · 3× Platin ·                                                  | 463.500  |

## Auszeichnungen nach Singles

### Points of Authority
| Land/Region                  | Auszeichnungen für Musikverkäufe (Land/Region, Auszeichnung, Verkäufe) | Verkäufe |
| ---------------------------- | ---------------------------------------------------------------------- | -------- |
| Neuseeland (RMNZ)            | Gold                                                                   | 15.000   |
| Vereinigtes Königreich (BPI) | Silber                                                                 | 200.000  |
| Insgesamt                    | 1× Silber · 1× Gold ·                                                  | 215.000  |

### One Step Closer
| Land/Region                  | Auszeichnungen für Musikverkäufe (Land/Region, Auszeichnung, Verkäufe) | Verkäufe  |
| ---------------------------- | ---------------------------------------------------------------------- | --------- |
| Australien (ARIA)            | Gold                                                                   | 35.000    |
| Dänemark (IFPI)              | Platin                                                                 | 90.000    |
| Italien (FIMI)               | Gold                                                                   | 35.000    |
| Neuseeland (RMNZ)            | 2× Platin                                                              | 60.000    |
| Portugal (AFP)               | 2× Platin                                                              | 20.000    |
| Spanien (Promusicae)         | Gold                                                                   | 30.000    |
| Vereinigte Staaten (RIAA)    | Platin                                                                 | 1.000.000 |
| Vereinigtes Königreich (BPI) | Platin                                                                 | 744.000   |
| Insgesamt                    | 3× Gold · 7× Platin ·                                                  | 2.014.000 |

### Crawling
| Land/Region                  | Auszeichnungen für Musikverkäufe (Land/Region, Auszeichnung, Verkäufe) | Verkäufe  |
| ---------------------------- | ---------------------------------------------------------------------- | --------- |
| Italien (FIMI)               | Platin                                                                 | 100.000   |
| Neuseeland (RMNZ)            | Platin                                                                 | 30.000    |
| Spanien (Promusicae)         | Gold                                                                   | 30.000    |
| Österreich (IFPI)            | Gold (DVD-Single)                                                      | 5.000     |
| Vereinigte Staaten (RIAA)    | Gold                                                                   | 500.000   |
| Vereinigtes Königreich (BPI) | Platin                                                                 | 753.000   |
| Insgesamt                    | 3× Gold · 3× Platin ·                                                  | 1.418.000 |

### Papercut
| Land/Region                  | Auszeichnungen für Musikverkäufe (Land/Region, Auszeichnung, Verkäufe) | Verkäufe  |
| ---------------------------- | ---------------------------------------------------------------------- | --------- |
| Deutschland (BVMI)           | Gold                                                                   | 300.000   |
| Italien (FIMI)               | Gold                                                                   | 50.000    |
| Neuseeland (RMNZ)            | Platin                                                                 | 30.000    |
| Spanien (Promusicae)         | Gold                                                                   | 30.000    |
| Vereinigte Staaten (RIAA)    | Gold                                                                   | 500.000   |
| Vereinigtes Königreich (BPI) | Platin                                                                 | 607.000   |
| Insgesamt                    | 4× Gold · 2× Platin ·                                                  | 1.517.000 |

### In the End
| Land/Region                  | Auszeichnungen für Musikverkäufe (Land/Region, Auszeichnung, Verkäufe) | Verkäufe   |
| ---------------------------- | ---------------------------------------------------------------------- | ---------- |
| Australien (ARIA)            | Gold                                                                   | 35.000     |
| Dänemark (IFPI)              | 2× Platin                                                              | 180.000    |
| Deutschland (BVMI)           | 3× Platin                                                              | 1.800.000  |
| Italien (FIMI)               | 4× Platin                                                              | 400.000    |
| Neuseeland (RMNZ)            | 5× Platin                                                              | 150.000    |
| Portugal (AFP)               | 7× Platin                                                              | 70.000     |
| Schweden (IFPI)              | Gold                                                                   | 15.000     |
| Schweiz (IFPI)               | Gold                                                                   | 20.000     |
| Spanien (Promusicae)         | 2× Platin                                                              | 120.000    |
| Vereinigte Staaten (RIAA)    | Diamant                                                                | 10.000.000 |
| Vereinigtes Königreich (BPI) | 4× Platin                                                              | 2.400.000  |
| Insgesamt                    | 3× Gold · 27× Platin · 1× Diamant ·                                    | 15.190.000 |

### Somewhere I Belong
| Land/Region                  | Auszeichnungen für Musikverkäufe (Land/Region, Auszeichnung, Verkäufe) | Verkäufe |
| ---------------------------- | ---------------------------------------------------------------------- | -------- |
| Australien (ARIA)            | Gold                                                                   | 35.000   |
| Dänemark (IFPI)              | Gold                                                                   | 45.000   |
| Italien (FIMI)               | Gold                                                                   | 25.000   |
| Neuseeland (RMNZ)            | Platin                                                                 | 30.000   |
| Spanien (Promusicae)         | Gold                                                                   | 30.000   |
| Vereinigtes Königreich (BPI) | Platin                                                                 | 600.000  |
| Insgesamt                    | 4× Gold · 2× Platin ·                                                  | 765.000  |

### Faint
| Land/Region                  | Auszeichnungen für Musikverkäufe (Land/Region, Auszeichnung, Verkäufe) | Verkäufe  |
| ---------------------------- | ---------------------------------------------------------------------- | --------- |
| Dänemark (IFPI)              | Gold                                                                   | 45.000    |
| Italien (FIMI)               | Gold                                                                   | 35.000    |
| Neuseeland (RMNZ)            | Platin                                                                 | 30.000    |
| Portugal (AFP)               | 2× Platin                                                              | 20.000    |
| Spanien (Promusicae)         | Gold                                                                   | 30.000    |
| Vereinigte Staaten (RIAA)    | Platin                                                                 | 1.000.000 |
| Vereinigtes Königreich (BPI) | Platin                                                                 | 644.000   |
| Insgesamt                    | 3× Gold · 5× Platin ·                                                  | 1.804.000 |

### Numb
| Land/Region                  | Auszeichnungen für Musikverkäufe (Land/Region, Auszeichnung, Verkäufe) | Verkäufe  |
| ---------------------------- | ---------------------------------------------------------------------- | --------- |
| Australien (ARIA)            | Gold                                                                   | 35.000    |
| Dänemark (IFPI)              | 2× Platin                                                              | 180.000   |
| Deutschland (BVMI)           | 7× Gold                                                                | 1.050.000 |
| Italien (FIMI)               | 3× Platin                                                              | 300.000   |
| Japan (RIAJ)                 | Gold                                                                   | 100.000   |
| Neuseeland (RMNZ)            | 5× Platin                                                              | 150.000   |
| Portugal (AFP)               | 6× Platin                                                              | 60.000    |
| Schweiz (IFPI)               | Gold                                                                   | 20.000    |
| Spanien (Promusicae)         | 2× Platin                                                              | 120.000   |
| Vereinigte Staaten (RIAA)    | 4× Platin                                                              | 4.000.000 |
| Vereinigtes Königreich (BPI) | 3× Platin                                                              | 1.800.000 |
| Insgesamt                    | 4× Gold · 28× Platin ·                                                 | 7.815.000 |

### Dirt off Your Shoulder
| Land/Region                  | Auszeichnungen für Musikverkäufe (Land/Region, Auszeichnung, Verkäufe) | Verkäufe |
| ---------------------------- | ---------------------------------------------------------------------- | -------- |
| Vereinigtes Königreich (BPI) | Silber                                                                 | 200.000  |
| Insgesamt                    | 1× Silber ·                                                            | 200.000  |

### Lying from You
| Land/Region                  | Auszeichnungen für Musikverkäufe (Land/Region, Auszeichnung, Verkäufe) | Verkäufe |
| ---------------------------- | ---------------------------------------------------------------------- | -------- |
| Neuseeland (RMNZ)            | Gold                                                                   | 15.000   |
| Vereinigtes Königreich (BPI) | Silber                                                                 | 200.000  |
| Insgesamt                    | 1× Silber · 1× Gold ·                                                  | 215.000  |

### From the Inside
| Land/Region                  | Auszeichnungen für Musikverkäufe (Land/Region, Auszeichnung, Verkäufe) | Verkäufe |
| ---------------------------- | ---------------------------------------------------------------------- | -------- |
| Neuseeland (RMNZ)            | Gold                                                                   | 15.000   |
| Vereinigtes Königreich (BPI) | Silber                                                                 | 200.000  |
| Insgesamt                    | 1× Silber · 1× Gold ·                                                  | 215.000  |

### Breaking the Habit
| Land/Region                  | Auszeichnungen für Musikverkäufe (Land/Region, Auszeichnung, Verkäufe) | Verkäufe  |
| ---------------------------- | ---------------------------------------------------------------------- | --------- |
| Dänemark (IFPI)              | Gold                                                                   | 45.000    |
| Deutschland (BVMI)           | Platin                                                                 | 300.000   |
| Italien (FIMI)               | Gold                                                                   | 50.000    |
| Neuseeland (RMNZ)            | Platin                                                                 | 30.000    |
| Vereinigte Staaten (RIAA)    | Gold                                                                   | 500.000   |
| Vereinigtes Königreich (BPI) | Gold                                                                   | 400.000   |
| Insgesamt                    | 4× Gold · 2× Platin ·                                                  | 1.325.000 |

### Numb/Encore
| Land/Region                  | Auszeichnungen für Musikverkäufe (Land/Region, Auszeichnung, Verkäufe) | Verkäufe  |
| ---------------------------- | ---------------------------------------------------------------------- | --------- |
| Australien (ARIA)            | Platin                                                                 | 70.000    |
| Dänemark (IFPI)              | Platin                                                                 | 90.000    |
| Deutschland (BVMI)           | 2× Platin                                                              | 600.000   |
| Italien (FIMI)               | Platin                                                                 | 50.000    |
| Japan (RIAJ)                 | Gold                                                                   | 100.000   |
| Kanada (MC)                  | Gold                                                                   | 10.000    |
| Neuseeland (RMNZ)            | 3× Platin                                                              | 90.000    |
| Österreich (IFPI)            | Gold                                                                   | 15.000    |
| Schweden (IFPI)              | Gold                                                                   | 10.000    |
| Spanien (Promusicae)         | Gold                                                                   | 30.000    |
| Vereinigte Staaten (RIAA)    | 3× Platin                                                              | 3.000.000 |
| Vereinigtes Königreich (BPI) | 3× Platin                                                              | 1.800.000 |
| Insgesamt                    | 5× Gold · 14× Platin ·                                                 | 5.865.000 |

### What I’ve Done
| Land/Region                  | Auszeichnungen für Musikverkäufe (Land/Region, Auszeichnung, Verkäufe) | Verkäufe  |
| ---------------------------- | ---------------------------------------------------------------------- | --------- |
| Dänemark (IFPI)              | Platin                                                                 | 90.000    |
| Deutschland (BVMI)           | 2× Platin                                                              | 600.000   |
| Finnland (IFPI)              | —                                                                      | 3.086     |
| Italien (FIMI)               | Platin                                                                 | 65.000    |
| Japan (RIAJ)                 | Gold                                                                   | 100.000   |
| Neuseeland (RMNZ)            | 2× Platin                                                              | 60.000    |
| Schweden (IFPI)              | Gold                                                                   | 10.000    |
| Schweiz (IFPI)               | Platin                                                                 | 30.000    |
| Spanien (Promusicae)         | Gold                                                                   | 30.000    |
| Vereinigte Staaten (RIAA)    | 6× Platin                                                              | 6.000.000 |
| Vereinigtes Königreich (BPI) | 2× Platin                                                              | 1.200.000 |
| Insgesamt                    | 3× Gold · 15× Platin ·                                                 | 8.188.086 |

### Bleed It Out
| Land/Region                  | Auszeichnungen für Musikverkäufe (Land/Region, Auszeichnung, Verkäufe) | Verkäufe  |
| ---------------------------- | ---------------------------------------------------------------------- | --------- |
| Dänemark (IFPI)              | Gold                                                                   | 45.000    |
| Italien (FIMI)               | Gold                                                                   | 25.000    |
| Neuseeland (RMNZ)            | 2× Platin                                                              | 60.000    |
| Spanien (Promusicae)         | Gold                                                                   | 30.000    |
| Vereinigte Staaten (RIAA)    | 4× Platin                                                              | 4.000.000 |
| Vereinigtes Königreich (BPI) | Platin                                                                 | 638.000   |
| Insgesamt                    | 3× Gold · 7× Platin ·                                                  | 4.798.000 |

### Shadow of the Day
| Land/Region                  | Auszeichnungen für Musikverkäufe (Land/Region, Auszeichnung, Verkäufe) | Verkäufe  |
| ---------------------------- | ---------------------------------------------------------------------- | --------- |
| Deutschland (BVMI)           | Gold                                                                   | 150.000   |
| Neuseeland (RMNZ)            | Gold                                                                   | 7.500     |
| Schweiz (IFPI)               | Gold                                                                   | 15.000    |
| Vereinigte Staaten (RIAA)    | 2× Platin                                                              | 2.000.000 |
| Vereinigtes Königreich (BPI) | Silber                                                                 | 200.000   |
| Insgesamt                    | 1× Silber · 3× Gold · 2× Platin ·                                      | 2.372.500 |

### Given Up
| Land/Region                  | Auszeichnungen für Musikverkäufe (Land/Region, Auszeichnung, Verkäufe) | Verkäufe  |
| ---------------------------- | ---------------------------------------------------------------------- | --------- |
| Neuseeland (RMNZ)            | Gold                                                                   | 15.000    |
| Vereinigte Staaten (RIAA)    | Platin                                                                 | 1.000.000 |
| Vereinigtes Königreich (BPI) | Silber                                                                 | 200.000   |
| Insgesamt                    | 1× Silber · 1× Gold · 1× Platin ·                                      | 1.215.000 |

### We Made It
| Land/Region                  | Auszeichnungen für Musikverkäufe (Land/Region, Auszeichnung, Verkäufe) | Verkäufe |
| ---------------------------- | ---------------------------------------------------------------------- | -------- |
| Vereinigtes Königreich (BPI) | Silber                                                                 | 200.000  |
| Insgesamt                    | 1× Silber ·                                                            | 200.000  |

### Leave Out All the Rest
| Land/Region                  | Auszeichnungen für Musikverkäufe (Land/Region, Auszeichnung, Verkäufe) | Verkäufe  |
| ---------------------------- | ---------------------------------------------------------------------- | --------- |
| Deutschland (BVMI)           | Gold                                                                   | 300.000   |
| Neuseeland (RMNZ)            | Gold                                                                   | 15.000    |
| Vereinigte Staaten (RIAA)    | Platin                                                                 | 1.000.000 |
| Vereinigtes Königreich (BPI) | Silber                                                                 | 200.000   |
| Insgesamt                    | 1× Silber · 2× Gold · 1× Platin ·                                      | 1.515.000 |

### New Divide
| Land/Region                  | Auszeichnungen für Musikverkäufe (Land/Region, Auszeichnung, Verkäufe) | Verkäufe  |
| ---------------------------- | ---------------------------------------------------------------------- | --------- |
| Australien (ARIA)            | Platin                                                                 | 70.000    |
| Deutschland (BVMI)           | 3× Gold                                                                | 450.000   |
| Finnland (IFPI)              | —                                                                      | 3.297     |
| Italien (FIMI)               | Gold                                                                   | 35.000    |
| Japan (RIAJ)                 | Platin                                                                 | 250.000   |
| Neuseeland (RMNZ)            | Platin                                                                 | 15.000    |
| Südkorea (KMCA)              | —                                                                      | 67.492    |
| Vereinigte Staaten (RIAA)    | 3× Platin                                                              | 3.000.000 |
| Vereinigtes Königreich (BPI) | Platin                                                                 | 600.000   |
| Insgesamt                    | 2× Gold · 8× Platin ·                                                  | 6.563.289 |

### The Catalyst
| Land/Region               | Auszeichnungen für Musikverkäufe (Land/Region, Auszeichnung, Verkäufe) | Verkäufe |
| ------------------------- | ---------------------------------------------------------------------- | -------- |
| Südkorea (KMCA)           | —                                                                      | 97.565   |
| Vereinigte Staaten (RIAA) | Gold                                                                   | 500.000  |
| Insgesamt                 | 1× Gold ·                                                              | 597.565  |

### Waiting for the End
| Land/Region               | Auszeichnungen für Musikverkäufe (Land/Region, Auszeichnung, Verkäufe) | Verkäufe  |
| ------------------------- | ---------------------------------------------------------------------- | --------- |
| Vereinigte Staaten (RIAA) | Platin                                                                 | 1.058.000 |
| Insgesamt                 | 1× Platin ·                                                            | 1.058.000 |

### Iridescent
| Land/Region               | Auszeichnungen für Musikverkäufe (Land/Region, Auszeichnung, Verkäufe) | Verkäufe |
| ------------------------- | ---------------------------------------------------------------------- | -------- |
| Vereinigte Staaten (RIAA) | Gold                                                                   | 500.000  |
| Insgesamt                 | 1× Gold ·                                                              | 500.000  |

### Burn It Down
| Land/Region                  | Auszeichnungen für Musikverkäufe (Land/Region, Auszeichnung, Verkäufe) | Verkäufe  |
| ---------------------------- | ---------------------------------------------------------------------- | --------- |
| Deutschland (BVMI)           | Platin                                                                 | 300.000   |
| Italien (FIMI)               | Platin                                                                 | 30.000    |
| Neuseeland (RMNZ)            | Platin                                                                 | 30.000    |
| Österreich (IFPI)            | Gold                                                                   | 15.000    |
| Schweiz (IFPI)               | Platin                                                                 | 30.000    |
| Vereinigte Staaten (RIAA)    | 3× Platin                                                              | 3.000.000 |
| Vereinigtes Königreich (BPI) | Gold                                                                   | 400.000   |
| Insgesamt                    | 2× Gold · 7× Platin ·                                                  | 3.805.000 |

### Lost in the Echo
| Land/Region               | Auszeichnungen für Musikverkäufe (Land/Region, Auszeichnung, Verkäufe) | Verkäufe |
| ------------------------- | ---------------------------------------------------------------------- | -------- |
| Vereinigte Staaten (RIAA) | Gold                                                                   | 500.000  |
| Insgesamt                 | 1× Gold ·                                                              | 500.000  |

### Castle of Glass
| Land/Region                  | Auszeichnungen für Musikverkäufe (Land/Region, Auszeichnung, Verkäufe) | Verkäufe  |
| ---------------------------- | ---------------------------------------------------------------------- | --------- |
| Dänemark (IFPI)              | Gold                                                                   | 45.000    |
| Deutschland (BVMI)           | Platin                                                                 | 300.000   |
| Italien (FIMI)               | Platin                                                                 | 30.000    |
| Neuseeland (RMNZ)            | Gold                                                                   | 15.000    |
| Österreich (IFPI)            | Gold                                                                   | 15.000    |
| Schweiz (IFPI)               | Platin                                                                 | 30.000    |
| Vereinigte Staaten (RIAA)    | Platin                                                                 | 1.000.000 |
| Vereinigtes Königreich (BPI) | Silber                                                                 | 200.000   |
| Insgesamt                    | 1× Silber · 3× Gold · 4× Platin ·                                      | 1.635.000 |

### Heavy
| Land/Region                  | Auszeichnungen für Musikverkäufe (Land/Region, Auszeichnung, Verkäufe) | Verkäufe  |
| ---------------------------- | ---------------------------------------------------------------------- | --------- |
| Australien (ARIA)            | Gold                                                                   | 35.000    |
| Deutschland (BVMI)           | Gold                                                                   | 200.000   |
| Italien (FIMI)               | Gold                                                                   | 25.000    |
| Neuseeland (RMNZ)            | Platin                                                                 | 30.000    |
| Portugal (AFP)               | Gold                                                                   | 5.000     |
| Schweiz (IFPI)               | Gold                                                                   | 10.000    |
| Vereinigte Staaten (RIAA)    | 2× Platin                                                              | 2.000.000 |
| Vereinigtes Königreich (BPI) | Silber                                                                 | 200.000   |
| Insgesamt                    | 1× Silber · 5× Gold · 3× Platin ·                                      | 2.505.000 |

### One More Light
| Land/Region                  | Auszeichnungen für Musikverkäufe (Land/Region, Auszeichnung, Verkäufe) | Verkäufe  |
| ---------------------------- | ---------------------------------------------------------------------- | --------- |
| Deutschland (BVMI)           | Gold                                                                   | 300.000   |
| Frankreich (SNEP)            | Gold                                                                   | 100.000   |
| Italien (FIMI)               | Gold                                                                   | 25.000    |
| Neuseeland (RMNZ)            | Gold                                                                   | 15.000    |
| Polen (ZPAV)                 | Platin                                                                 | 50.000    |
| Vereinigte Staaten (RIAA)    | Platin                                                                 | 1.000.000 |
| Vereinigtes Königreich (BPI) | Gold                                                                   | 400.000   |
| Insgesamt                    | 5× Gold · 2× Platin ·                                                  | 1.890.000 |

### Lost
| Land/Region       | Auszeichnungen für Musikverkäufe (Land/Region, Auszeichnung, Verkäufe) | Verkäufe |
| ----------------- | ---------------------------------------------------------------------- | -------- |
| Frankreich (SNEP) | Gold                                                                   | 100.000  |
| Insgesamt         | 1× Gold ·                                                              | 100.000  |

### The Emptiness Machine
| Land/Region                  | Auszeichnungen für Musikverkäufe (Land/Region, Auszeichnung, Verkäufe) | Verkäufe  |
| ---------------------------- | ---------------------------------------------------------------------- | --------- |
| Australien (ARIA)            | Platin                                                                 | 70.000    |
| Belgien (BRMA)               | Gold                                                                   | 20.000    |
| Deutschland (BVMI)           | Platin                                                                 | 600.000   |
| Frankreich (SNEP)            | Platin                                                                 | 200.000   |
| Italien (FIMI)               | Gold                                                                   | 50.000    |
| Kanada (MC)                  | 2× Platin                                                              | 160.000   |
| Österreich (IFPI)            | 2× Platin                                                              | 60.000    |
| Polen (ZPAV)                 | Gold                                                                   | 25.000    |
| Portugal (AFP)               | 2× Platin                                                              | 20.000    |
| Schweiz (IFPI)               | Platin                                                                 | 30.000    |
| Spanien (Promusicae)         | Gold                                                                   | 30.000    |
| Vereinigtes Königreich (BPI) | Gold                                                                   | 400.000   |
| Insgesamt                    | 5× Gold · 10× Platin ·                                                 | 1.665.000 |

### Heavy Is the Crown
| Land/Region                  | Auszeichnungen für Musikverkäufe (Land/Region, Auszeichnung, Verkäufe) | Verkäufe |
| ---------------------------- | ---------------------------------------------------------------------- | -------- |
| Australien (ARIA)            | Gold                                                                   | 35.000   |
| Frankreich (SNEP)            | Gold                                                                   | 100.000  |
| Kanada (MC)                  | Gold                                                                   | 40.000   |
| Österreich (IFPI)            | Gold                                                                   | 15.000   |
| Polen (ZPAV)                 | Gold                                                                   | 25.000   |
| Portugal (AFP)               | Gold                                                                   | 5.000    |
| Schweiz (IFPI)               | Gold                                                                   | 15.000   |
| Vereinigtes Königreich (BPI) | Silber                                                                 | 200.000  |
| Insgesamt                    | 1× Silber · 7× Gold ·                                                  | 435.000  |

## Auszeichnungen nach Liedern

### Runaway
| Land/Region                  | Auszeichnungen für Musikverkäufe (Land/Region, Auszeichnung, Verkäufe) | Verkäufe |
| ---------------------------- | ---------------------------------------------------------------------- | -------- |
| Vereinigtes Königreich (BPI) | Silber                                                                 | 200.000  |
| Insgesamt                    | 1× Silber ·                                                            | 200.000  |

### A Place for My Head
| Land/Region                  | Auszeichnungen für Musikverkäufe (Land/Region, Auszeichnung, Verkäufe) | Verkäufe |
| ---------------------------- | ---------------------------------------------------------------------- | -------- |
| Neuseeland (RMNZ)            | Gold                                                                   | 15.000   |
| Vereinigtes Königreich (BPI) | Silber                                                                 | 200.000  |
| Insgesamt                    | 1× Silber · 1× Gold ·                                                  | 215.000  |

### With You
| Land/Region                  | Auszeichnungen für Musikverkäufe (Land/Region, Auszeichnung, Verkäufe) | Verkäufe |
| ---------------------------- | ---------------------------------------------------------------------- | -------- |
| Vereinigtes Königreich (BPI) | Silber                                                                 | 200.000  |
| Insgesamt                    | 1× Silber ·                                                            | 200.000  |

### Good Goodbye
| Land/Region                  | Auszeichnungen für Musikverkäufe (Land/Region, Auszeichnung, Verkäufe) | Verkäufe |
| ---------------------------- | ---------------------------------------------------------------------- | -------- |
| Vereinigtes Königreich (BPI) | Silber                                                                 | 200.000  |
| Insgesamt                    | 1× Silber ·                                                            | 200.000  |

## Auszeichnungen nach Musikstreamings

### In the End
| Land/Region     | Auszeichnungen für Musikverkäufe (Land/Region, Auszeichnung, Verkäufe) | Verkäufe |
| --------------- | ---------------------------------------------------------------------- | -------- |
| Dänemark (IFPI) | Gold                                                                   | 900.000  |
| Insgesamt       | 1× Gold ·                                                              | 900.000  |

### Numb
| Land/Region     | Auszeichnungen für Musikverkäufe (Land/Region, Auszeichnung, Verkäufe) | Verkäufe |
| --------------- | ---------------------------------------------------------------------- | -------- |
| Dänemark (IFPI) | Gold                                                                   | 900.000  |
| Insgesamt       | 1× Gold ·                                                              | 900.000  |

### Numb/Encore
| Land/Region     | Auszeichnungen für Musikverkäufe (Land/Region, Auszeichnung, Verkäufe) | Verkäufe  |
| --------------- | ---------------------------------------------------------------------- | --------- |
| Dänemark (IFPI) | Gold                                                                   | 1.300.000 |
| Insgesamt       | 1× Gold ·                                                              | 1.300.000 |

### Burn it Down
| Land/Region     | Auszeichnungen für Musikverkäufe (Land/Region, Auszeichnung, Verkäufe) | Verkäufe |
| --------------- | ---------------------------------------------------------------------- | -------- |
| Dänemark (IFPI) | Gold                                                                   | 900.000  |
| Insgesamt       | 1× Gold ·                                                              | 900.000  |

## Auszeichnungen nach Videoalben

### Frat Party at the Pankake Festival
| Land/Region                  | Auszeichnungen für Musikverkäufe (Land/Region, Auszeichnung, Verkäufe) | Verkäufe |
| ---------------------------- | ---------------------------------------------------------------------- | -------- |
| Australien (ARIA)            | Gold                                                                   | 7.500    |
| Brasilien (PMB)              | Gold                                                                   | 25.000   |
| Vereinigte Staaten (RIAA)    | Platin                                                                 | 100.000  |
| Vereinigtes Königreich (BPI) | Gold                                                                   | 25.000   |
| Insgesamt                    | 3× Gold · 1× Platin ·                                                  | 157.500  |

### Live in Texas
| Land/Region         | Auszeichnungen für Musikverkäufe (Land/Region, Auszeichnung, Verkäufe) | Verkäufe |
| ------------------- | ---------------------------------------------------------------------- | -------- |
| Argentinien (CAPIF) | Platin                                                                 | 8.000    |
| Australien (ARIA)   | Gold                                                                   | 7.500    |
| Insgesamt           | 1× Gold · 1× Platin ·                                                  | 15.500   |

### Reanimation
| Land/Region       | Auszeichnungen für Musikverkäufe (Land/Region, Auszeichnung, Verkäufe) | Verkäufe |
| ----------------- | ---------------------------------------------------------------------- | -------- |
| Australien (ARIA) | Gold                                                                   | 7.500    |
| Insgesamt         | 1× Gold ·                                                              | 7.500    |

## Statistik und Quellen
| Land/RegionAuszeichnungen für Musikverkäufe (Land/Region, Auszeichnungen, Verkäufe, Quellen) | Silber       | Gold         | Platin         | Diamant     | Verkäufe     | Quellen                                                                           |
| -------------------------------------------------------------------------------------------- | ------------ | ------------ | -------------- | ----------- | ------------ | --------------------------------------------------------------------------------- |
| Argentinien (CAPIF)                                                                          | —            | 2× Gold2     | 2× Platin2     | —           | 108.000      | capif.org.ar AR2                                                                  |
| Australien (ARIA)                                                                            | —            | 12× Gold12   | 17× Platin17   | —           | 1.492.500    | aria.com.au                                                                       |
| Belgien (BRMA)                                                                               | —            | 3× Gold3     | 2× Platin2     | —           | 160.000      | ultratop.be                                                                       |
| Brasilien (PMB)                                                                              | —            | 5× Gold5     | 3× Platin3     | —           | 695.000      | pro-musicabr.org.br                                                               |
| Dänemark (IFPI)                                                                              | —            | 13× Gold13   | 19× Platin19   | —           | 1.150.000    | ifpi.dk                                                                           |
| Deutschland (BVMI)                                                                           | —            | 14× Gold14   | 34× Platin34   | —           | 12.050.000   | musikindustrie.de                                                                 |
| Europa (IFPI)                                                                                | —            | —            | 10× Platin10   | —           | (10.000.000) | ifpi.org (Memento vom 1. Januar 2014 im Internet Archive)                         |
| Finnland (IFPI)                                                                              | —            | 4× Gold4     | Platin1        | —           | 126.852      | ifpi.fi                                                                           |
| Frankreich (SNEP)                                                                            | —            | 9× Gold9     | 6× Platin6     | —           | 2.325.000    | infodisc.fr snepmusique.com                                                       |
| Golf-Kooperationsrat (IFPI)                                                                  | —            | Gold1        | —              | —           | 3.000        | ifpi.org (Memento vom 15. Oktober 2013 im Internet Archive)                       |
| Griechenland (IFPI)                                                                          | —            | Gold1        | Platin1        | —           | 27.500       | Einzelnachweise                                                                   |
| Irland (IRMA)                                                                                | —            | Gold1        | 2× Platin2     | —           | 37.500       | irishcharts.ie                                                                    |
| Italien (FIMI)                                                                               | —            | 13× Gold13   | 21× Platin21   | —           | 1.860.000    | fimi.it                                                                           |
| Japan (RIAJ)                                                                                 | —            | 6× Gold6     | 4× Platin4     | —           | 1.400.000    | riaj.or.jp JP2                                                                    |
| Kanada (MC)                                                                                  | —            | 4× Gold4     | 15× Platin15   | —           | 1.765.000    | musiccanada.com                                                                   |
| Kroatien (HDU)                                                                               | Silber1      | —            | —              | —           | 3.000        | hgu.hr                                                                            |
| Malaysia (RIM)                                                                               | —            | —            | —              | —           | 300.000      | Einzelnachweise                                                                   |
| Mexiko (AMPROFON)                                                                            | —            | Gold1        | 2× Platin2     | —           | 375.000      | amprofon.com.mx                                                                   |
| Neuseeland (RMNZ)                                                                            | —            | 12× Gold12   | 49× Platin49   | —           | 1.275.000    | aotearoamusiccharts.co.nz NZ2 (Memento vom 24. Juli 2011 im Internet Archive) NZ3 |
| Niederlande (NVPI)                                                                           | —            | —            | Platin1        | —           | 80.000       | nvpi.nl                                                                           |
| Österreich (IFPI)                                                                            | —            | 11× Gold11   | 8× Platin8     | —           | 295.000      | ifpi.at                                                                           |
| Polen (ZPAV)                                                                                 | —            | 6× Gold6     | 4× Platin4     | —           | 250.000      | olis.pl                                                                           |
| Portugal (AFP)                                                                               | —            | 7× Gold7     | 22× Platin22   | —           | 413.500      | Einzelnachweise                                                                   |
| Russland (NFPF)                                                                              | —            | 3× Gold3     | Platin1        | —           | 45.000       | 2m-online.ru                                                                      |
| Schweden (IFPI)                                                                              | —            | 5× Gold5     | Platin1        | —           | 155.000      | sverigetopplistan.se                                                              |
| Schweiz (IFPI)                                                                               | —            | 10× Gold10   | 10× Platin10   | —           | 510.000      | hitparade.ch                                                                      |
| Singapur (RIAS)                                                                              | —            | —            | 6× Platin6     | —           | 60.000       | rias.org.sg                                                                       |
| Spanien (Promusicae)                                                                         | —            | 13× Gold13   | 6× Platin6     | —           | 870.000      | elportaldemusica.es                                                               |
| Südkorea (KMCA)                                                                              | —            | —            | —              | —           | 181.207      | Einzelnachweise                                                                   |
| Tschechien (IFPI)                                                                            | —            | —            | —              | —           | 15.000       | Einzelnachweise                                                                   |
| Ungarn (MAHASZ)                                                                              | —            | 3× Gold3     | 2× Platin2     | —           | 94.000       | slagerlistak.hu                                                                   |
| Vereinigte Staaten (RIAA)                                                                    | —            | 7× Gold7     | 57× Platin57   | 2× Diamant2 | 83.629.000   | riaa.com                                                                          |
| Vereinigtes Königreich (BPI)                                                                 | 16× Silber16 | 10× Gold10   | 34× Platin34   | —           | 21.491.000   | bpi.co.uk                                                                         |
| Insgesamt                                                                                    | 17× Silber17 | 175× Gold175 | 340× Platin340 | 2× Diamant2 |              |                                                                                   |